# دنیلو پولونسکی
دنیلو پولونسکی (اوکراینی: Данило Геннадійович Полонський؛ زادهٔ ۱۴ نوامبر ۲۰۰۱) بازیکن فوتبال اهل اوکراین است.